# 6. Sinfonie (Tschaikowski)
Die Sinfonie Nr. 6 „Pathétique“ in h-Moll (op. 74) ist das letzte Werk des russischen Komponisten Pjotr Tschaikowski; es wurde am 16. Oktoberjul. / 28. Oktober 1893greg. unter seiner eigenen Leitung in St. Petersburg uraufgeführt, neun Tage vor seinem Tod.
Charakteristisch für das Werk ist der – für Sinfonien ungewöhnliche – langsame Schlusssatz, dessen Ende an ein Requiem erinnert. Tschaikowski betrachtete die Sinfonie als seine persönlichste und wichtigste Komposition. Die Uraufführung wurde verhalten aufgenommen. Tschaikowski erlebte den späteren Siegeszug der Sinfonie nicht mehr.

## Entstehung
Zwei Jahre nach der Uraufführung seiner Sinfonie Nr. 5 e-Moll op. 64 plante Tschaikowski, wie er an seinen Freund, den Großfürsten Konstantin schrieb, „eine grandiose Sinfonie zu schreiben, die den Schlußstein meines ganzen Schaffens bilden soll“. Nach verschiedenen Anläufen nahm die geplante Sinfonie 1893 Gestalt an.
Dem Entwurf einer Sinfonie in Es-Dur von 1892 entnahm Tschaikowski wesentliche Teile des Programms, das von „Schwung, Zuversicht, Tätigkeitsdrang“ im ersten Satz zu „Tod“, dem „Resultat der Zerstörung“ reichte (der wieder verworfene Sinfonieentwurf wich mit einem zuversichtlichen Finale von diesem Programm ab); es sah weiter vor: „Der zweite Satz ist die Liebe; der dritte Enttäuschung; der vierte endet mit Ersterben.“ Die neue Sinfonie sollte ursprünglich auch Programmsinfonie heißen.
Nach einer Konzertreise 1893 skizzierte er das Werk in Klin innerhalb von zwölf Tagen. Wie Tschaikowski seinem Bruder Modest schrieb, fiel ihm diesmal die Orchestrierung schwerer als sonst, sie war dann aber schließlich nach vier Wochen vollendet. So konnte Tschaikowski bei seiner Ehrenpromotion im King’s College an der britischen Universität von Cambridge dem Dirigenten Walter Damrosch die Vollendung seiner neuen Sinfonie mitteilen und wies auf deren Unterschied zu seinen übrigen Sinfonien hin: „Der letzte Satz ist ein Adagio, und das gesamte Werk hat ein Programm“.
Juri Dawydow, der jüngste Neffe des Komponisten, berichtet von der ergreifenden Wirkung der Sinfonie bei der Generalprobe auf die beteiligten Musiker und Tschaikowskis anwesende Freunde wie beispielsweise den Dirigenten Eduard Naprawnik und den Komponisten Alexander Glasunow. Großfürst Konstantin sagte gar zu Tschaikowski: „Was haben Sie nur getan?! Das ist doch ein Requiem, ein richtiges Requiem!“. Den Vorschlag des Großfürsten, die Requiem-Dichtung des am 17. August 1893 verstorbenen russischen Dichters Alexei Apuchtin zu vertonen, lehnte Tschaikowski mit der Begründung ab, er würde dabei zu sehr Gefahr laufen, sich zu wiederholen und fügte hinzu, dass er „In diese Sinfonie“ seine „ganze Seele gelegt“ habe.
Tschaikowski widmete seine 6. Sinfonie seinem Neffen Wladimir Dawydow und schrieb ihm, dass ihr „Programm aber für alle ein Rätsel bleiben soll“, und bezeichnete dieses als „durch und durch subjektiv“. Da das Programm geheim bleiben sollte, gefiel ihm der Beiname Programmsinfonie nicht mehr, und so reagierte er am Tag nach der Uraufführung begeistert auf Modests Vorschlag, die Sinfonie „Pathetische“ zu nennen.

## Orchesterbesetzung
3 Flöten (III. auch Piccoloflöte), 2 Oboen, 2 Klarinetten, 2 Fagotte – 4 Hörner, 2 Trompeten, 3 Posaunen, Tuba – Pauken, große Trommel, Becken, Tamtam – Streicher

## Zur Musik
1. Satz: Adagio – Allegro non troppo – Andante – Moderato mosso – Andante – Moderato assai – Allegro vivo – Andante come prima – Andante mosso
2. Satz: Allegro con grazia
3. Satz: Allegro molto vivace
4. Satz: Finale. Adagio lamentoso – Andante

In seinem Brief an seinen Neffen Wladimir Dawydow äußert sich Tschaikowski nicht nur über das Programm seiner letzten Sinfonie, sondern kündigt auch an: „Der Form nach wird diese Sinfonie viel Neues bieten, unter anderem wird das Finale kein lärmendes Allegro, sondern – im Gegenteil – ein sehr lang gedehntes Adagio sein.“
Eine Aufführung der Sinfonie dauert ca. 50 Minuten, davon der erste Satz ca. 20 Min., der zweite und dritte Satz je ca. 8 Min. und der letzte Satz ca. 13 bis 14 Minuten.

### Erster Satz

Notenbeispiel 1

Notenbeispiel 2

Notenbeispiel 3

- h-Moll/H-Dur, 4/4-Takt, Sonatenhauptsatzform

Der Satz beginnt mit einer düsteren Adagio-Einleitung (Takt 1–18), beginnend auf der Subdominante e-Moll. Zum Einstieg exponiert das Solo-Fagott in tiefer Lage ein Motiv (s. Notenbeispiel 1) des späteren Hauptthemas des Sonaten-Allegros (s. Notenbeispiel 2). Die tieferen der geteilten Kontrabässe spielen eine von E nach H fallende Chromatik.
Das Hauptthema wird von den geteilten Bratschen vorgestellt, mithilfe eines Saltando-Motivs (saltando (ital.) = springend) entwickelt und schließlich zu einem Höhepunkt mit Fanfaren der Blechbläser geführt. Nach kurzer Überleitung erklingt das Seitenthema in D-Dur (s. Notenbeispiel 3). In dem Seitensatz wird mit dem Saltando-Motiv des Hauptthemas gearbeitet. Die Exposition (Takt 19–160) verklingt im fünffachen Piano des Fagotts (diese Stelle wird in der Praxis bei Liveauftritten fast immer und bei Studioaufnahmen öfters von der Bassklarinette übernommen).
Mit einem plötzlichen Tuttischlag setzt die Durchführung (Takt 161–304) ein. Sie bringt zunächst ein erregtes Fugato über das Hauptthema, anschließend ein Zitat aus der russischen Totenmesse.
Die Rückleitung zur Reprise (Takt 305–334) erfolgt über einen Orgelpunkt (fis) von den Pauken und Kontrabässe. Die Reprise verzichtet auf das Hauptthema; es wird sofort das Seitenthema vorgetragen.
Die choralartige Coda mit Trauermarschanklängen (Takt 335–345) lässt den Satz ruhig in H-Dur ausklingen.

### Zweiter Satz
- D-Dur, 5/4-Takt, Dreiteilige Form

Notenbeispiel 4

Etwas Entspannung von der Wehklage des ersten Satzes verspricht der walzerartige zweite Satz, der im in der russischen Volksmusik üblichen 5/4-Takt gehalten ist (s. Notenbeispiel 4).

### Dritter Satz

Notenbeispiel 5

- G-Dur, 12/8- bzw. 4/4-Takt, Scherzoform

Der dritte Satz geht über ein klassisches Scherzo hinaus: Im rastlosen Umherirren der Holzbläser spielt ein Instrument nach dem anderen ein Marschmotiv, bis dieses schließlich von der Klarinette zum Thema ausgebaut wird (s. Notenbeispiel 5). Nach einigen energischen Wiederholungen setzt der Marsch diesem Satz einen kraftvollen Schlusspunkt. Dass der Satz mit seinem stürmischen Charakter durch rastlose Streicher, windartig pfeifende Holzbläser und donnernde Blechbläser an das Finale aus Joachim Raffs Sinfonie Nr. 3 „Im Walde“ erinnert, dürfte kein Zufall sein; so gehörte die Sinfonie doch zu den meistgespielten ihrer Zeit und Tschaikowski hatte sich schon in seiner 5. Sinfonie von Raff inspirieren lassen.

### Vierter Satz

Notenbeispiel 6

Notenbeispiel 7

- h-Moll, 3/4-Takt, Dreiteilige Form

Es war zur Entstehungszeit der Sinfonie zweifelsohne gewagt, einen langsamen Satz an den Schluss eines mehrsätzigen Konzertwerkes zu stellen. Als noch früheres vergleichbares Beispiel sei die langsame Coda des schnellen Finales der sog. „Abschiedssinfonie“ von Joseph Haydn genannt. Die Streicher intonieren ein fallendes Seufzermotiv (s. Notenbeispiel 6), dem im Mittelteil ein Andante-Thema gegenübergestellt wird (s. Notenbeispiel 7). Die Reprise des ersten Abschnittes mündet in die Coda, die von einem Piano-Tamtam-Schlag eröffnet wird. Es folgt ein Choral der Blechbläser und eine Mollvariation des Andante-Themas aus dem Mittelteil. Die Sinfonie endet in einem h-Moll-Akkord der tiefen Streicher.
Der Tschaikowski-Verehrer Gustav Mahler übernahm die Idee eines langsamen Finalsatzes in seiner 3. Sinfonie und 9. Sinfonie, allerdings nicht in Moll, sondern in Dur.

## Wirkung
Am 28. Oktober 1893 dirigierte Tschaikowski die Uraufführung des Werkes in Sankt Petersburg, wo es vom Publikum jedoch eher mäßig aufgenommen wurde. Tschaikowski fand es schade, dass er „weder das Orchester noch das Publikum davon überzeugen konnte, dass dies mein bestes Werk ist“ und dass er nie mehr etwas Besseres werde schreiben können. Noch wenige Tage vor seinem Tod schrieb der Komponist an seinen Verleger Jürgenson: „Etwas Eigenartiges ist mit dieser Symphonie geschehen! Nicht, daß sie mißfällt, sondern daß die Leute nicht wissen, was sie mit ihr anfangen sollen. Was mich anlangt, so bin ich stolzer auf sie als auf alle meine anderen Kompositionen.“.
Neffe Juri Dawydow berichtet andererseits, das Publikum hätte zunächst mit Ergriffenheit und dann mit Begeisterung auf die Sinfonie reagiert; anderslautende Berichte u. a. des Komponisten Nikolai Andrejewitsch Rimski-Korsakow entsprächen nicht der Wahrheit.
Nach Tschaikowskis plötzlichem Tod am 25. Oktoberjul. / 6. November 1893greg. (die Theorien über die Todesursache reichen von unachtsamer Ansteckung mit Cholera bis hin zur Verurteilung Tschaikowskis durch ein „Ehrengericht“ wegen seiner Homosexualität) führte Eduard Nápravník das Werk erneut auf. Nach Rimski-Korsakows Aussage nahm „das Publikum das Werk dieses Mal mit Begeisterung auf“, und es „begann der unerhörte Siegeslauf des Werkes durch Russland und ganz Europa“.